# Bilbil białogardły
Bilbil białogardły (Pycnonotus xanthorrhous) – gatunek małego azjatyckiego ptaka z rodziny bilbili (Pycnonotidae). Naturalne siedliska tego gatunku znajdują się w Chinach, Hongkongu, Laosie, Mjanmie, Tajlandii i Wietnamie.

## Systematyka
Wyróżniono dwa podgatunki P. xanthorrhous:
- Pycnonotus xanthorrhous xanthorrhous – południowo-zachodnie Chiny i północna Mjanma do północnych Indochin.
- Pycnonotus xanthorrhous andersoni – środkowe i południowe Chiny.

## Status
Międzynarodowa Unia Ochrony Przyrody (IUCN) uznaje bilbila białogardłego za gatunek najmniejszej troski (LC, least concern) nieprzerwanie od 1988 (stan w 2020). Liczebność światowej populacji nie została oszacowana, ale ptak opisywany jest jako lokalnie pospolity. Trend liczebności populacji uznaje się za stabilny.